# Адольф (пфальцграф Рейнский)
Адольф Говорливый (нем. Adolf «der Redliche» von der Pfalz; 27 сентября 1300, Вольфсратхаузен — 29 января 1327, Нойштадт) — номинальный пфальцграф Рейнский с 1319 года.
Сын Рудольфа I фон дер Пфальц и его жены Мехтильды, дочери короля Адольфа Нассауского. Получил имя в честь деда.
После смерти отца принял титул пфальцграфа Рейнского. Фактически пфальцграфство с 1317 года находилось во власти Людвига Баварского, который приходился Адольфу дядей.
В 1320 году женился на Ирменгарде Эттинген. Супружеская пара жила сначала в Гейдельберге при дворе Людвига IV, но в 1325 году переехала в Оггерсхайм, который Адольф в 1323 году купил у графов Лейнинген, отстроил после пожара и укрепил. После этого Оггерсхайм получил статус города.
Адольф умер в возрасте 26 лет в январе 1327 года в Нойштадте и был похоронен в цистерцианском монастыре Шёнау (под Гейдельбергом).
После смерти мужа Ирменгарда с детьми поселилась в доминиканском монастыре Либенау (недалеко от Вормса), и там через 20 лет постриглась в монахини.
В 1329 году согласно условиям договора в Павии сын Адольфа Рупрехт был признан в качестве пфальцграфа Рейнского и получил часть владений, принадлежавших когда-то его деду Рудольфу I.
Дети Адольфа и Ирменгарды:
- Рупрехт II (1325—1398), пфальцграф Рейнский, первый курфюрст Пфальца.
- дочь (ум. 1389), замужем за Мейнхардом фон Ортенбург.
- ещё двое детей умерли в младенческом или детском возрасте.